# Aeroportul Internațional Martinique Aimé Césaire
Aeroportul Internațional Martinique Aimé Césaire (în franceză Aéroport Martinique Aimé Césaire) (IATA: FDF, ICAO: TFFF) este un aeroport din Le Lamentin⁠(d), Martinica, Franța ce deservește zona Fort-de-France. Aeroportul a fost tranzitat în 2022 de 1.752.955 de pasageri. A fost deschis în 1950 și numit după Aimé Césaire.
Situat la o altitudine de 5 m, aeroportul dispune de 1 pistă.

## Infrastructură

### Piste
Aeroportul dispune de o singură pistă. Pista 10/28 are suprafața de asfalt și dimensiunile 3.000 m × 45 m. 